# Discoxenus cambodiensis
Discoxenus cambodiensis  (лат.) — вид термитофильных коротконадкрылых жуков рода Discoxenus из подсемейства Aleocharinae. Эндемики Юго-восточной Азии.

## Распространение
Юго-восточная Азия: Камбоджа (Angkor Wat, Siem Reap).

## Описание
От близких видов отличаются формулой макрохетотаксии III–V абдоминальных стернитов: 6, 6, 6. Мелкие жуки, желтовато-коричневого цвета (усики и надкрылья темнее), длина около 2 мм (2,11–1,75 мм). Усики 11-члениковые, веретеновидные; 2-й членик маленький, петиоли полностью покрывают III-Х сегменты усиков. Тело имеет каплевидную форму, брюшко сужается  в заднем направлении. Голова покрыта переднегрудкой. Лапки передней и средней пар ног состоят из 4 члеников, а задние лапки состоят из 5 члеников (формула лапок 4-4-5). 
Облигатные термитофилы, живущие внутри термитников гриборазводящих термитов из семейства Termitidae (Macrotermitinae: Odontotermes). 
Вид был впервые описан в 2015 году в ходе родовой ревизии японскими колеоптерологами Т. Канао (Entomological Laboratory,  Университет Кюсю, Фукуока) и М. Мураямой ( Киотский университет, Киото, Япония).